# Gulfstream G100
Gulfstream G100, trước là Astra SPX, là một loại máy bay thương mại phản lực hai động cơ do Israel Aircraft Industries chế tạo, hiện nay là Gulfstream Aerospace sản xuất. Không quân Hoa Kỳ định danh G100 là C-38 Courier.

## Quốc gia sử dụng
Hoa Kỳ
- Không quân Hoa Kỳ